# Protexarnis suspicax
Protexarnis suspicax là một loài bướm đêm trong họ Noctuidae.